# Leucopogon marginatus
Leucopogon marginatus är en ljungväxtart som beskrevs av Fitsg. Leucopogon marginatus ingår i släktet Leucopogon och familjen ljungväxter. Inga underarter finns listade i Catalogue of Life.